# Stanley Baker
Sir William Stanley Baker (* 28. Februar 1928 in Ferndale, Rhondda Valley, Wales; † 28. Juni 1976 in Málaga, Andalusien, Spanien) war ein britischer Film- und Theaterschauspieler sowie Filmproduzent.

## Biografie
Geboren in einem walisischen Industrieviertel und Sohn eines Bergmanns, zog Baker erst Mitte der 1930er Jahre mit seinen Eltern nach London. Zusammen mit seinem Freund, dem später ebenfalls als Schauspieler bekannten Richard Burton, wurde Baker von dem Lehrer Glyn Morse entdeckt und gefördert. Wie Burton debütierte Baker in Cardiff auf der Theaterbühne.
1943 begann Baker seine Karriere beim Film. Sein Debütfilm Undercover handelte vom Partisanenkrieg Jugoslawiens während des Zweiten Weltkriegs. Die 1950er und 1960er Jahre waren Bakers Glanzzeit, in denen er sowohl in Großproduktionen wie Die Kanonen von Navarone und Sodom und Gomorrha als auch ambitionierten Filmen wie denen von Regisseur Joseph Losey mitwirkte, für den er viermal vor die Kamera trat.
Auch produzierte Baker zwischen 1964 und 1970 acht Spielfilme, darunter Zulu und Charlie staubt Millionen ab. 1975 spielte er die Hauptrolle in der auch in Deutschland erfolgreichen sechsteiligen Fernsehserie So grün war mein Tal nach dem gleichnamigen Roman von Richard Llewellyn. Er verkörperte einen walisischen Bergmann, das Oberhaupt der Familie Morgan.
Von 1950 bis zu seinem Tod war Baker mit Ellen Martin verheiratet. Aus der Ehe gingen vier Kinder hervor. Stanley Baker war stets politisch engagiert, so unterstützte er Harold Wilsons Labour Party und war ein aktives Mitglied in der Campaign for Nuclear Disarmament.
Baker erkrankte an Lungenkrebs und befand sich gerade in Spanien, um sich operieren zu lassen, als Harold Wilson ihn bei Königin Elisabeth II. im Juni 1976 für den Titel eines Knight Bachelor vorschlug. Kurz danach starb er im Alter von 48 Jahren an den Folgen seiner Krebsoperation. Obwohl der Ritterschlag im Buckingham Palace nicht durchgeführt werden konnte (üblicherweise die Voraussetzung, um den Titel tragen zu dürfen), wurde ihm der Titel postum verliehen.

## Filmografie (Auswahl)
- 1943: Undercover
- 1950: Die unbekannte Zeugin (Your Witness)
- 1951: Des Königs Admiral (Captain Horatio Hornblower R.N.)
- 1952: Der große Atlantik (The Cruel Sea)
- 1953: Die Ritter der Tafelrunde (Knights of the Round Table)
- 1953: The Tell-Tale Heart
- 1954: Vier bleiben auf der Strecke (The Good Die Young)
- 1954: Hölle unter Null (Hell Below Zero)
- 1955: Richard III. (Richard III)
- 1955: Die schöne Helena (Helen of Troy)
- 1956: An vorderster Front (A Hill in Korea)
- 1956: Ein Kind kommt ins Haus (Child in the House)
- 1956: Alexander der Große (Alexander the Great)
- 1957: Gefährliches Erbe (Campbell's Kingdom)
- 1957: Duell am Steuer (Hell Drivers)
- 1958: Kinder der Straße (Violent Playground)
- 1959: Hügel des Schreckens (The Angry Hills)
- 1959: Feinde von gestern (Yesterday's Enemy)
- 1959: Die tödliche Falle (Blind Date)
- 1959: Der Tod hat Verspätung (Jet Storm)
- 1960: Hetzjagd (Hell Is a City)
- 1960: Die Spur führt ins Nichts (The Criminal)
- 1961: Die Kanonen von Navarone (The Guns of Navaronne)
- 1962: Sodom und Gomorrha (Sodom and Gomorrah)
- 1962: Eva
- 1962: Das Netz (A Prize of Arms)
- 1963: Plaisir d'amour (In the French Style)
- 1964: Zulu
- 1965: Die Verdammten der Kalahari (Sands of the Kalahari)
- 1965: Ein Fall für Tom Davis (Dingaka)
- 1967: Accident – Zwischenfall in Oxford (Accident)
- 1967: Überfall (Robbery)
- 1968: Mit Pistolen fängt man keine Männer (La ragazza con la pistola)
- 1969: Where's Jack?
- 1970: Treffpunkt London Airport (Perfect Friday)
- 1971: Popsy Pop
- 1972: Wer zuletzt lebt, lebt am besten (Innocent Bystanders)
- 1975: Zorro
- 1975: So grün war mein Tal (Fernsehserie)
- 1976: Orzowei – Weißer Sohn des kleinen Königs (Orzowei, il figlio della savana) (Fernsehserie)

## Auszeichnungen
- 1960: nominiert für den British Film Academy Award für Feinde von gestern (Kategorie: Bester britischer Darsteller)
- 1977: Emmy-Nominierung für How Green Was My Valley (Masterpiece Theatre)